# 台中市公車市民小巴1路
台中市公車市民小巴1路行駛自大甲車站至福住里，由睿奕交通營運。本路線主要行駛於大安港路。

## 歷史
- 2012年10月1日：6562路公路客運移撥為台中市公車172路，6561路公路客運移撥為台中市公車173路。
- 2013年2月1日：172路〈大甲－五甲港－安田〉與173路〈大甲－海墘－安田〉整併為本路（大甲－永安）。[1][2]
- 2014年1月29日：永安之端點延駛至福住里，路線名稱變更為（大甲－福住里），並更改發車時間。
- 2015年5月15日：「永安國小」更名為「永安國小（東西四路）」。
- 2015年8月31日：增設「海墘國小」。
- 2017年7月31日：調整大安區行駛動線，原東西三路（南北七路—南北六路）改為「東西三路—南北七路—東西二路—南北六路—東西三路」，增設「南北七東西二路口」及「田尾」，並調整發車時刻。
- 2018年6月4日：增停「光田醫院（大甲院區）」，並將「北線」更名為「北汕」。
- 2019年3月1日：將「光田醫院（大甲院區）」往大甲體育場方向站位裁撤。
- 2019年4月1日：「大甲火車站」更名為「大甲車站（中山路）」。
- 2019年9月1日：增設「媽祖園區」。
- 2019年10月1日：調整發車時刻。
- 2019年11月11日：調整發車時刻。
- 2022年5月9日：新增「東西四路141巷口」站位。
- 2024年2月1日：睿奕交通新增市民小巴1路「大安國中-海墘-福住里」替代豐原客運172路「大甲-福住里」。[3][4]
- 2024年2月7日：172路「大甲-福住里」停駛，改由市民小巴1路「大安國中-海墘-福住里」替代服務。
- 2024年4月1日：起訖點由「大安國中-海墘-福住里」調整為「大甲車站-海墘-福住里」，並調整發車時刻。[5]

## 路線基本資料
往福住里共停靠40站，往大甲共停靠41站。
自大甲車站起，經大甲區中山路、文武路、經國路、興安路、新政路、大安港路（過新亞磚廠後為大安區）、中山北路、五甲南路、五甲北路、中山北路行駛到安田，再折返到永安，接東西三路、南北七路（往北）、東西二路、南北六路、東西三路、南北五路、東西四路、南北七路至福住里。

### 時刻表
- 時刻表僅供參考，請以睿奕交通網站公告為準。時刻表更新時間為2024年4月1日。

| 台中市公車市民小巴1路時刻列表                     | 台中市公車市民小巴1路時刻列表                     |
| ------------------------------------------------- | ------------------------------------------------- |
| 大甲車站（中山路）發車                            | 福住里發車                                        |
| 平／假日 06:40、08:00、09:40、11:00、16:20、18:00 | 平／假日 06:00、07:20、09:00、10:20、15:30、17:00 |

### 收費
- 一般市區公車（1～999、綠1～綠4）：依里程計費，收費費率為［2.431×搭乘里程數×（1+5%營業稅）］元。
  - 於基本里程8公里內票價為全票20元、半票11元。
  - 兒童、老人、身心障礙者及其陪伴者依規定半票收費，半票收費費率為原收費費率的一半。
  - 市民限定交通卡：前10公里免費，超過10公里部分票價比照收費費率，且上限為10元。
- 小黃公車（黃1～黃25）：免費。
- 幸福公車（梨山1）：票價比照臺中市計程車收費費率，持電子票證刷卡全程免費。
- 市民小巴（市民小巴1～市民小巴4）：票價比照一般市區公車收費費率，持電子票證刷卡全程免費。

### 停站
- 參見右側站牌路線圖，綠色路段表示行駛優化公車專用道。